# Врбовце (Шентјернеј)
Врбовце (словен. Vrbovce) је насељено место у општини Шентјернеј, регија Југоисточна Словенија, Словенија.

## Историја
До територијалне реорганизације у Словенији било је у саставу старе општине Ново Место.

## Становништво
У попису становништва из 2011. године, Врбовце је имало 54 становника.
| Број становника према пописима | Број становника према пописима | Број становника према пописима |
| ------------------------------ | ------------------------------ | ------------------------------ |
| 1991                           | 2002                           | 2011                           |
| 42                             | 49                             | 54                             |

Напомена: Године 2015. извршена је мања размена територије између насеља Велики Бан, Врбовце, Дрча и Мали Бан.